# Merderet
Merderet – rzeka we Francji, przepływająca przez teren departamentu Manche, o długości 36,4 km. Stanowi dopływ rzeki Douve.